# Головкины
Голо́вкины — древний русский дворянский и графский (с 1707) род, пресёкшийся в мужском колене (1846).
При подаче документов (1686), для внесения рода в Бархатную книгу, были предоставлены: родословная роспись Головкиных, вотчинная жалованная грамота (1610) на деревни Яковлево, Сигово. Насоново, Подолово и пустошей Терехово в Фоминской волости Ярославского уезда, выписка вкладной книги Троице-Сергиева монастыря о земельных вкладах Головкиных (1534-1580), отписка властей Кашинского Клобукова монастыря с упоминанием боярина Яна Кучумовича Головкина (1512) и межевой грамоты (1512) на ранее пожалованные земли Головкиным по рекам Кашина и Вонжа, с подтверждениями царей (1540, 1551 и 1623).

## Происхождение и история рода
Головкины произошли от выехавшего из Волыни (1485) шляхтича Ивана (Яна) Кишукумовича Головкина, боярина у Дмитровского удельного князя Юрия Ивановича (1512), сына великого князя Ивана Васильевича, получил несколько поместий (1513).
В первой половине XVI столетия существовало уже несколько ветвей рода. Новгородский род осел в Бежецком верхе.  Фёдор Захарьевич упомянут (1514). Кузьма Головкин посельский князя Андрея Васильевича Углицкого (1540). Некрас Иванович и Пятый Александрович служили в детях боярских (1556). Иван Дмитриевич московский и дмитровский помещик, сделал вклад в Троицкий монастырь (1580), его сестра инокиня Ефросиния († 1586) и брат Ефимий в иночестве Евстафий († 1603) келарь Троицкого монастыря, где все и похоронены. В конце XVI столетия Головкины владели поместьями в Зарайском, Вяземском, Ряжском и Епифанском уездах. В XVII столетии владели поместьями и вотчинами в Московском, Ярославском, Боровском, Можайском, Зубцовском, Бежецком, Епифанском и Рязанском уездах.
Состоя в родстве с Нарышкиными, Головкины возвысились вместе с ними после брака Натальи Нарышкиной с царём Алексеем Михайловичем (Семён Родионович Головкин женат на Акулине Ивановне Раевской, родной сестре Прасковьи Ивановны Леонтьевой, дочь которой, Анна Леонтьевна Нарышкина, была матерью царицы Натальи Кирилловны).  Они указывали своим предком Ивана Ивановича Головкина, боярина дмитровского удельного князя Юрия Ивановича (младшего сына Иоанна III).
Внук его, Евфимий Дмитриевич, позднее монах Евстафий Троице-Сергиева монастыря, участвовал в избрании на престол Бориса Годунова, а праправнук Иван Семёнович († 1695), получил чины окольничего (1689) и боярина (1692). Он имел единственного сына Гавриила (1660—1734) — первого в России государственного канцлера — от которого и происходят графы Головкины Римской Империи (с 1707), Российского царства (с 1709).
Гаврила Иванович и его дети в первой половине XVIII века принадлежали к высшей аристократии и пика могущества достигли при Анне Иоанновне. В числе прочей недвижимости им принадлежали Ропшинская мыза и Каменный остров в устье Невы.
Однако после падения правительства Анны Леопольдовны (1741) и разоблачения заговора Ботта-Лопухиных (1743) их судьба круто переменилась. Головкины лишены имущества и сосланы в Сибирь, а дипломат Александр Гаврилович предпочёл остаться с детьми в Гааге, где и умер († 1760).
Все его 25 детей были крещены в протестантскую веру. Будучи воспитаны за границей и плохо зная русский язык, его внуки вернулись в Россию только в (1783). В Голландии последний из Головкиных умер († 1839).

## Графы Головкины
Гаврила Иванович Головкин (1660—1734), троюродный брат царицы Натальи Кирилловны, первый канцлер Российской империи; женат на Домне Андреевне Дивовой
- - Михаил Гаврилович (1699—1755), вице-канцлер Российской империи (до ссылки в Сибирь); женат на княжне Екатерине Ивановне Ромодановской, двоюродной сестре императрицы Анны Иоанновны
  - Иван Гаврилович (1687—1734), посланник в Голландии, сенатор; женат на кнж. Дарье Матвеевне Гагариной
    - Гаврила Иванович (ум. 1787), действительный тайный советник; женат на графине  Екатерине Александровне Шуваловой
      - Алексей Гаврилович (ум. 1823), камергер, собиратель картин и редкостей, утраченных в Москве 1812 года; холост.
      - Елизавета Гавриловна, прозванием «Мигуша» (ум. в 1818 по дороге в Кёнисгберг)

    - Мария Ивановна (1707—1770), жена князя П. И. Репнина, обер-шталмейстера Екатерина Львовна Головкина, урождённая Нарышкина Картина Рембрандта из собрания графа А. А. Головкина

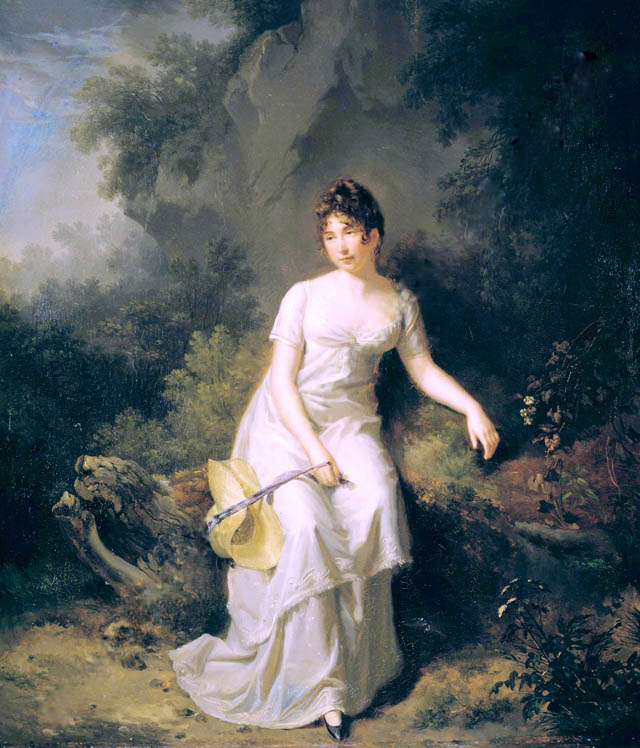
Екатерина Львовна Головкина, урождённая Нарышкина

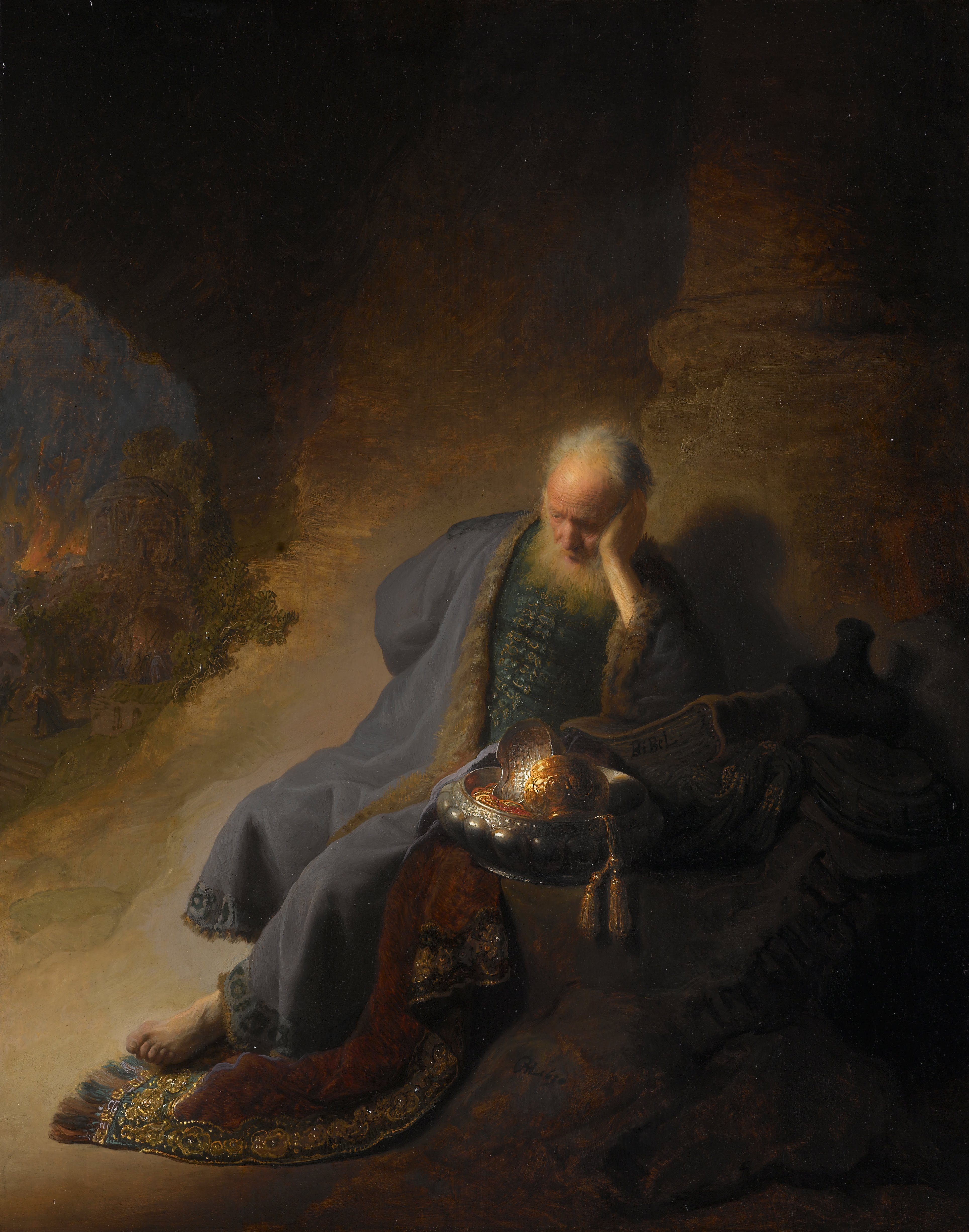
Картина Рембрандта из собрания графа А. А. Головкина

  - Александр Гаврилович (1689—1760), посол России в Берлине и Париже; женат на графине Екатерине Дона; наиболее значимы из их многочисленных детей следующие.
    - Иван, русский министр в Данциге
    - Пётр, действительный статский советник
    - Гавриил, генерал голландской службы; женат на баронессе де Маркетт
      - Пётр Гаврилович (1768—1821), обер-егермейстер; женат на Софье Александровне Демидовой
      - Фёдор Гаврилович (1770—1823), церемониймейстер, дипломат, мемуарист; женат на Наталье Петровне Измайловой
      - Гавриил Гаврилович (1775—1805), полковник 8-го егерского полка, смертельно ранен в бою под Ламбахом
      - Генриетта, жена виконта Г. А. де Брюж, генерал-лейтенанта французской службы

    - Александр (1732-81), женат на баронессе Мосгейм (во втором браке герцогиня Ноайль)
      - Юрий Александрович (1762—1846), обер-церемониймейстер, посол в Китае и Вене; женат на Екатерине Львовне Нарышкиной
        - Наталья (1787—1860), жена св. князя А. Н. Салтыкова; их потомки наследовали учреждённый графом Ю. А. Головкиным майорат и именовались Салтыковыми-Головкиными.

      -  Амалия, жена швейцарского шевалье Анри де Местраль д’Арюфанс

    -  Мария (1728—1797), жена графа Ф. П. Камеке

  - Наталья Гавриловна (1689—1726), жена князя И. Ф. Барятинского, генерал-аншефа
  - Анна Гавриловна (ум. 1751), статс-дама, по Лопухинскому делу сослана в Сибирь; 1-й муж граф П. И. Ягужинский; 2-й муж граф М. П. Бестужев-Рюмин
  -  Анастасия Гавриловна (ум. 1735), жена князя Н. Ю. Трубецкого, генерал-фельдмаршала

Учреждённый последним графом Головкиным майорат перешёл в княжеский род Салтыковых. Это заповедное имение, пройдя далее через род Голицыных, достался в итоге Хвощинским. За несколько месяцев до кончины последнего графа Юрия Александровича (21 января 1846), Высочайшем повелением (19 июля 1845), наследственное заповедное имение с именем Головкина, в мужском и женском потомстве перешло дочери его княгине Натальи Юрьевне Салтыковой, которая стала именоваться княгиней Салтыковою-Головкиною.

## Мелкопоместные Головкины
Другой род Головкиных происходит от Михаила Андреевича Головкина, владевшего (1628—1656) поместьями в Бежецкой пятине. Его потомство внесено в VI часть родословной книги Тверской губернии. Остальные два рода Головкиных нового происхождения.

## Известные представители
- Головкин Иван Семёнович - московский дворянин (1671), постельничий царя Петра Алексеевича (1682), окольничий (1689), боярин (1692).
- Головкин Гаврила Иванович - стольник царицы Натальи Кирилловны (1676), стольник (1677), комнатный стольник царя Петра Алексеевича (1686), постельничий царя Петра Алексеевича (1689-1692).
- Головкин Иван Фёдорович - стряпчий (1682).
- Головкин Никита Лукин - стольник (1686-1692), воевода в Воронеже (1688-1691), Тамбове (1697).
- Головкин Иван - стольник, воевода в Тамбове (1697)[10][11].